# شامشک
شامشک، روستایی از توابع بخش سرباز شهرستان سرباز در استان سیستان و بلوچستان ایران است.روستایی با جاذبه های گردشگری سرباز با جذابیت های خاص میتوانید از شامشک دیدن فرمایید هیچ وقت شامشک را فراموش نمیکنید جای شام با مشک میباشد.زندگی در شامشک جریان دارد

## جمعیت
این روستا در دهستان سرباز قرار دارد و براساس سرشماری مرکز آمار ایران در سال ۱۳۸۵، جمعیت آن ۱۸۵ نفر (۳۳خانوار) بوده‌است.